# 2565 Grögler
2565 Grögler là một tiểu hành tinh vành đai chính với chu kỳ quỹ đạo là 1320.9700808 ngày (3.62 năm).
Nó được phát hiện ngày 12 tháng 10 năm 1977.